# Lars Bäckman (psykolog)
Lars Håkan Bäckman, född 1 april 1955 i Umeå, är en svensk psykolog och minnesforskare.
Bäckman tog 1980 en filosofie kandidatexamen vid Umeå universitet, där han också disputerade 1984. 1985-1985 var han postdoc vid Max Planck-institutet för mänsklig utveckling i Berlin och var 1986-1988 åter vid Umeå universitet, där han 1987 blev docent. Han var därefter forskare vid Karolinska institutet, professor i åldrandets psykologi vid Göteborgs universitet från 1993 och professor i kognitiv psykologi vid Uppsala universitet. Från 1 oktober 2002 är han professor i åldrandets psykologi vid Karolinska institutet. Hans forskningsområde är hur åldrande påverkar minnet.
Bäckman är ledamot av Kungliga Vetenskapsakademien sedan 2003, då han invaldes i klassen för ekonomiska och sociala vetenskaper. Han är ordförande för den klassen.